# Ariake (tàu khu trục Nhật)
Ariake (tiếng Nhật: 有明) là một tàu khu trục hạng nhất thuộc lớp Hatsuharu bao gồm sáu chiếc của Hải quân Đế quốc Nhật Bản, được chế tạo trong những năm 1931-1933. Ariake đã tham gia nhiều hoạt động tại Mặt trận Thái Bình Dương trong Chiến tranh Thế giới thứ hai trước khi bị máy bay ném bom Không lực Mỹ đánh chìm gần mũi Gloucester vào ngày 28 tháng 7 năm 1943.

## Thiết kế và chế tạo
Việc chế tạo lớp tàu khu trục tiên tiến Hatsuharu được dự định để cung cấp cho Hải quân Đế quốc Nhật Bản những tàu khu trục nhỏ hơn và ít tốn kém hơn so với các lớp tàu khu trục Fubuki và Akatsuki trước đó, nhưng được trang bị vũ khí về cơ bản là tương đương. Những mục đích mâu thuẫn với nhau này tỏ ra vượt quá khả năng thiết kế tàu khu trục đương thời, nên hậu quả là những con tàu bị nặng đầu, mắc phải vấn đề độ ổn định nghiêm trọng và những yếu kém cố hữu trong cấu trúc. Mười hai tàu khu trục thuộc lớp này đã được chấp thuận cho chế tạo vào năm 1931 như một phần của cái gọi là Chương trình Bổ sung Vũ khí Hải quân Nhật Bản (1931) (Maru Ichi Keikaku); ba chiếc được đặt lườn vào năm tài chính 1931 và ba chiếc tiếp theo trong năm tài chính 1933. Tuy nhiên, sáu chiếc còn lại được chế tạo như những chiếc thuộc lớp Shiratsuyu.
Những tàu khu trục lớp Hatsuharu sử dụng cùng kiểu hải pháo 127 mm (5 inch)/50 caliber đã trang bị cho lớp Fubuki, nhưng mọi tháp pháo đều có thể nâng đến một góc 75°, cho phép dàn pháo chính có khả năng tối thiểu đương đầu với máy bay. Ngư lôi 610 mm Kiểu 90 được trang bị trên các ống phóng Kiểu 90 loại 2 ba nòng, được xoay bằng một hệ thống điện-thủy lực, và có thể xoay 360° trong vòng 25 giây; nếu hệ thống quay tay dự phòng được sử dụng, thời gian cần đến là hai phút. Mỗi ống phóng ngư lôi có thể nạp lại trong vòng 23 giây sử dụng dây tời. Ariake được đặt lườn vào ngày 14 tháng 1 năm 1933 tại Xưởng đóng tàu Kawasaki ở Kobe, được hạ thủy vào ngày 23 tháng 9 năm 1934 và đưa ra hoạt động vào ngày 25 tháng 3 năm 1935. Sau "Sự kiện Tomozuru" năm 1934 và "Sự kiện Hạm đội 4 " năm 1935, Ariake được cho cải biến đáng kể để khắc phục những khiếm khuyết nói trên.

## Lịch sử hoạt động
Vào lúc xảy ra cuộc tấn công Trân Châu Cảng, Ariake được phân về Hải đội Khu trục 27 của Đội 1 trực thuộc Hạm đội 1 Hải quân Đế quốc Nhật Bản cùng với các tàu khu trục Shiratsuyu, Shigure và Yugure, và đặt căn cứ tại Hashirajima trong vùng biển nội địa Nhật Bản để tuần tra chống tàu ngầm.
Vào tháng 1 năm 1942, Ariake hộ tống các tàu sân bay Hiryū và Sōryū đi đến Palau và Ambon trong cuộc chiếm đóng Đông Ấn thuộc Hà Lan, và tham gia vào cuộc ném bom Darwin vào ngày 19 tháng 2 năm 1942. Sau đó nó đặt căn cứ tại vịnh Staring thuộc Sulawesi, nơi nó thực hiện các nhiệm vụ tuần tra hô tống cho đến cuối tháng 3. Nó quay trở về Xưởng hải quân Sasebo để sửa chữa từ ngày 22 tháng 3 đến ngày 15 tháng 4 năm 1942. Vào cuối tháng 4, Ariake đi đến Truk trong thành phần hộ tống cho các tàu sân bay Shōkaku và Zuikaku, và nằm trong thành phần lực lượng của Đô đốc Takeo Takagi trong trận chiến biển Coral.
Sang tháng 5, nó chuyển sang hộ tống các tàu tuần dương Myōkō và Haguro quay trở về Kure. Trong thời gian diễn ra trận Midway, Ariake nằm trong thành phần lực lượng chiếm đóng quần đảo Aleut dưới quyền Đô đốc Shirō Takasu. Được điều về Hạm đội 2 Hải quân Đế quốc Nhật Bản vào ngày 14 tháng 7, nó lại được tạm thời cho tách ra để hoạt động cùng Hạm đội 4 trong một chuyến đi từ Truk đến Jaluit vào ngày 20 tháng 8. Sau khi bắn phá Nauru trong ngày 23 tháng 8, một lực lượng đổ bộ từ Ariake đã chiếm đóng hòn đảo như một phần của "Chiến dịch RY" vào ngày 26 tháng 8 cho đến khi được thay phiên bởi một lực lượng đồn trú vào ngày 30 tháng 8.
Ariake sau đó được điều về khu vực quần đảo Solomon, tham gia vào việc đổ bộ lực lượng lên Guadalcanal cũng như bắn phá sân bay Henderson. Từ tháng 9 đến tháng 12 năm 1942, nó thực hiện nhiều chuyến đi Tốc hành Tokyo vận chuyển tốc độ cao khắp khu vực quần đảo Solomon. Ngày 17 tháng 12, nó đã tấn công và báo cáo đã đánh chìm một tàu ngầm không xác định được tên, nhưng báo cáo này không thể kiểm chứng được. Vào cuối tháng 12, nó bị hư hại đáng kể ở gần Rabaul trong một vụ không kích do máy bay ném bom B-24 Liberator của Không lực Mỹ thực hiện, trong khi đang kéo chiếc tàu khu trục Uzuki bị hư hại. Sáu quả bom ném suýt trúng đã khiến 28 người thiệt mạng và 40 người khác bị thương, loại khỏi vòng chiến các tháp pháo số 2 và số 3.
Sau khi quay trở về Sasebo để sửa chữa cho đến giữa tháng 2 năm 1943, Ariake hộ tống một đoàn tàu vận tải đi đến Truk vào cuối tháng 2, và một đoàn tàu vận tải khác từ Truk đến Rabaul và quay trở về Yokosuka vào cuối tháng 4. Nó lại đi đến Truk trong thành phần hộ tống cho tàu sân bay Unyō, rồi lại quay trở về cùng với thiết giáp hạm Musashi vào cuối tháng 5. Đến đầu tháng 6, nó vào ụ tàu để sửa chữa, rồi sau đó lên đường hộ tống tàu sân bay Hiyō đi đến Truk, rồi quay trở về cùng con tàu trên bị hư hại vài ngày sau đó. Vào cuối tháng 6, nó hộ tống tàu sân bay Ryūhō đi từ Yokosuka đến Truk, và các tàu tuần dương Kumano và Suzuya từ Truk đến Rabaul, lặp lại các nhiệm vụ này hai lần vào đầu tháng 7.
Vào ngày 27–28 tháng 7 năm 1943, Ariake thực hiện một chuyến đi vận chuyển binh lính đến Tuluvu thuộc New Britain. Sau khi cùng với tàu khu trục Mikazuki mắc cạn vào một bãi san hô gần mũi Gloucester, ở tọa độ 05°27′N 148°25′Đ / 5,45°N 148,417°Đ, Ariake đã thoát được, và đã chuyển binh lính cùng vị Tư lệnh Hải đội Khu trục 30, Đại tá Hải quân Orita Tsuneo, khỏi chiếc Mikazuki và hoàn thành nhiệm vụ chuyển đến Tuluvu. Khi quay trở lại nhằm trợ giúp cho Mikazuki, nó bị máy bay ném bom B-25 Mitchell của Không lực Mỹ đánh chìm. Bảy người đã thiệt mạng trong trận đánh, bao gồm Thuyền trưởng, Thiếu tá Hải quân Akifumi Kawahashi.
Vào ngày 15 tháng 10 năm 1943, Ariake được rút khỏi danh sách Đăng bạ Hải quân.